# José Cayetano Parra Novo
José Cayetano Parra Novo OP (* 5. September 1950 in Otívar) ist ein spanisch-guatemaltekischer Ordensgeistlicher und römisch-katholischer Bischof von Santa Rosa de Lima.

## Leben
José Cayetano Parra Novo trat 1967 in Valencia der Ordensgemeinschaft der Dominikaner bei und legte 1968 die erste Profess ab. Er studierte Katholische Theologie, Katechetik und Pädagogik am Centro Nacional de la Iglesia para la Orientación Cristiana (CENIEC) in Valencia. Parra Novo legte am 13. Oktober 1974 die feierliche Profess ab. 1976 wurde er als Missionar nach Alta Verapaz in Guatemala entsandt. Nachdem José Cayetano Parra Novo am Theologischen Institut der Universidad Francisco Marroquín in Guatemala-Stadt das Theologiestudium abgeschlossen hatte, empfing er am 28. Oktober 1979 in Cobán durch den Bischof von Verapaz, Cobán, Gerardo Humberto Flores Reyes, das Sakrament der Priesterweihe.
Parra Novo war zunächst als Pfarrer in Santa Catalina La Tinta, Telemán, Panzós und Santa María Cahabón sowie als Superior der dortigen Niederlassung der Dominikaner tätig, bevor er 1993 Pfarrer der Pfarrei San Martín de Porres in Guatemala-Stadt wurde. Dort gründete er die Fundación San Martín de Porres zur Förderung von Bildungs- und Sozialprojekten in den Regionen von Verapaz und Quiché. 1994 erwarb José Cayetano Parra Novo am Theologischen Institut der Universidad Francisco Marroquín in Guatemala-Stadt mit der Arbeit Aproximación cultural a la comunidad q’eqchi’ de Santa María Cahabón: reflexiones en torno al desafío de la inculturación („Kulturelle Annäherung an die Q’eqchi’-Gemeinschaft von Santa María Cahabón: Überlegungen zur Herausforderung der Inkulturation“) ein Lizenziat im Fach Katholische Theologie.
2001 wurde Parra Novo nach El Salvador entsandt, wo er als Pfarrer der Pfarrei Nuestra Señora del Carmen in Santa Ana wirkte. Von 2002 bis 2012 war er erneut Pfarrer der Pfarrei San Martín de Porres in Guatemala-Stadt. Ab 2012 war José Cayetano Parra Novo Rektor der Kirche San Agustín in Guatemala-Stadt. Zudem war er als Verantwortlicher für die Familienpastoral im Erzbistum Santiago de Guatemala tätig. Ferner war er Mitglied der Kommission für den Ständigen Diakonat sowie Mitglied des Priesterrates und des Konsultorenkollegiums des Erzbistums Santiago de Guatemala. 2013 erhielt Parra Novo die guatemaltekische Staatsbürgerschaft.
Am 11. November 2016 ernannte ihn Papst Franziskus zum Titularbischof von Tubia und zum Weihbischof in Guatemala-Stadt. Die Bischofsweihe spendete ihm der Apostolische Nuntius in Guatemala, Erzbischof Nicolas Thevenin, am 21. Januar des folgenden Jahres in der Catedral Primada Metropolitana de Santiago in Guatemala-Stadt; Mitkonsekratoren waren der Erzbischof von Guatemala-Stadt, Óscar Julio Vian Morales SDB, und der emeritierte Bischof von Verapaz, Cobán, Gerardo Humberto Flores Reyes. Sein Wahlspruch Evangelizar a los pobres („Verkündet den Armen die frohe Botschaft“) stammt aus Lk 4,18 . Als Weihbischof war José Cayetano Parra Novo zudem Generalvikar des Erzbistums Santiago de Guatemala und Bischofsvikar für die Pastoral.
Papst Franziskus ernannte ihn am 16. Juli 2021 zum Bischof von Santa Rosa de Lima. Die Amtseinführung erfolgte am 30. September desselben Jahres.
In der Guatemaltekischen Bischofskonferenz ist José Cayetano Parra Novo Koordinator der Kommission für die Laien, die Jugend und die Familie sowie Verantwortlicher der Unterkommission für die Familie und das Leben und Delegierter für das Geweihte Leben.